# Ла Кресента-Монтроуз (Калифорнија)
Ла Кресента-Монтроуз (енгл. La Crescenta-Montrose) насељено је место без административног статуса у америчкој савезној држави Калифорнија.

## Демографија
По попису из 2010. године број становника је 19.653, што је 1.121 (6,0%) становника више него 2000. године.
| Група             | 2000.          | 2010.          |
| Белци             | 12.417 (67,0%) | 11.376 (57,9%) |
| Афроамериканци    | 96 (0,5%)      | 142 (0,7%)     |
| Азијати           | 3.462 (18,7%)  | 5.375 (27,3%)  |
| Хиспаноамериканци | 1.837 (9,9%)   | 2.232 (11,4%)  |
| Укупно            | 18.532         | 19.653         |